# هنری اندریوس بومستد
هنری اندریوس بومستد (انگلیسی: Henry Andrews Bumstead؛ زاده ۱۲ مارس ۱۸۷۰ - درگذشته ۳۱ دسامبر ۱۹۲۰) یک فیزیک‌دان اهل ایالات متحده آمریکا بود.